# Kime Aalter
Kime Aalter  is een karatevereniging uit het Belgische Aalter.
De club werd opgericht in 1989 door Sensei Marc De Meyer, onder de naam JKA-Shotokan Karateclub 'Kime Aalter'.  Kime Aalter (VZW) is aangesloten bij de Vlaamse Karate Federatie met als stamnummer 4043.  In 2007 veranderde de naam in Kime Aalter (VZW).  Momenteel staat de club onder leiding van hoofdsensei Geert Bruyneel. Er wordt karate in de Shotokan-stijl beoefend. De club organiseert jaarlijks samen met Karate No-Ichigo Landegem en Karate Shinbu Gent van het GALa-Tornooi  Ieder seizoen organiseert de club een Shotokan Karate trainingsdag waar de top van België komt lesgeven.  De trainingen van de club vinden plaats in de gemeentelijke sporthal van Aalter.